# Riegersberg
Riegersberg – dawna gmina położona w zachodniej Austrii, w Styrii, w powiecie Hartberg. 1 stycznia 2015 została rozwiązana a tereny jej połączono z gminą Vorau, Puchegg, Schachen bei Vorau, Vornholz tworząc gminę targową Vorau.